# Louis Marie de Sainte-Marie
Louis Marie de Sainte-Marie est un homme politique français né le 2 avril 1774 à Sainte-Marie (Nièvre) et décédé le 23 septembre 1841 au château de Saint-Martin dans la même ville.

## Biographie
Fils de Claude-Louis-François de Sainte-Marie, chevalier, seigneur de Sainte-Marie et de Saint-Martin et de Geneviève Louise Gayot.

### Émigration
Louis-Marie Rapine du Nozet de Sainte-Marie a émigré en 1791, à l'âge de 17 ans, sous la Révolution française, embarqué à Anvers aux Pays-Bas autrichiens, puis débarqué à Berg-op-Zoom avec ses compatriotes, Sapinaud de Boishuguet, de la Frégeolière, de la Noüe, Dumesnil Dupineau et Bucher de Chauvigné. 
Il sert dans l'armée des princes, maréchal des logis dans les uhlans, puis adjudant-major dans le régiment commandé par le comte Étienne de Damas-Crux. Il est de retour en France en 1798. 

### Restauration
En 1815, il fut chef d'état-major de la Garde nationale de la Nièvre.

## Mandats électoraux
En 1814, il est premier adjoint à la mairie de Nevers. En 1827 il est maire de la commune de Sainte-Marie, canton de Saint-Sauge. Membre du collège électoral de département et du conseil général.
Conseiller de préfecture à la Restauration, il est député de la Nièvre de 1822 à 1830, siégeant dans la majorité soutenant les ministères.
Il fut membre de la commission d'indemnité des émigrés, à la suite de la loi du milliard aux émigrés du gouvernement de Villèle.

## Décorations
- Chevalier de l'Ordre royale et militaire de Saint-Louis le 16 février 1825[9].

## Sources
- « Louis Marie de Sainte-Marie », dans Adolphe Robert et Gaston Cougny, Dictionnaire des parlementaires français, Edgar Bourloton, 1889-1891 [détail de l’édition]